# عقاب دریایی پالاس
عقاب دریایی پالاس (نام علمی: Haliaeetus leucoryphus) یک پرنده شکاری و مانند دیگر عقاب‌ها از تیرهٔ بازان است. این عقاب بزرگ قهوه‌ای در آسیای مرکزی، از دریای خزر تا دریای زرد و از قزاقستان و مغولستان تا هیمالیا، بنگلادش و شمال هند یافت می‌شود. این پرنده مهاجر گاه در خلیج فارس و شمال ایران نیز دیده می‌شود. این پرنده در سر پرهای قهوه یا سفید دارد.

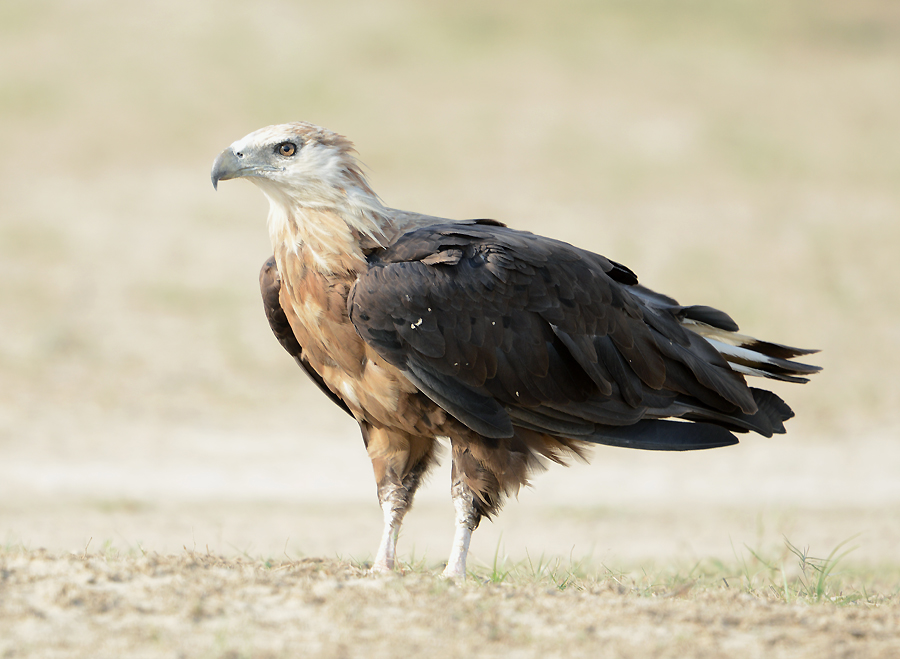
عقاب دریایی پالاس، هند

## منابع

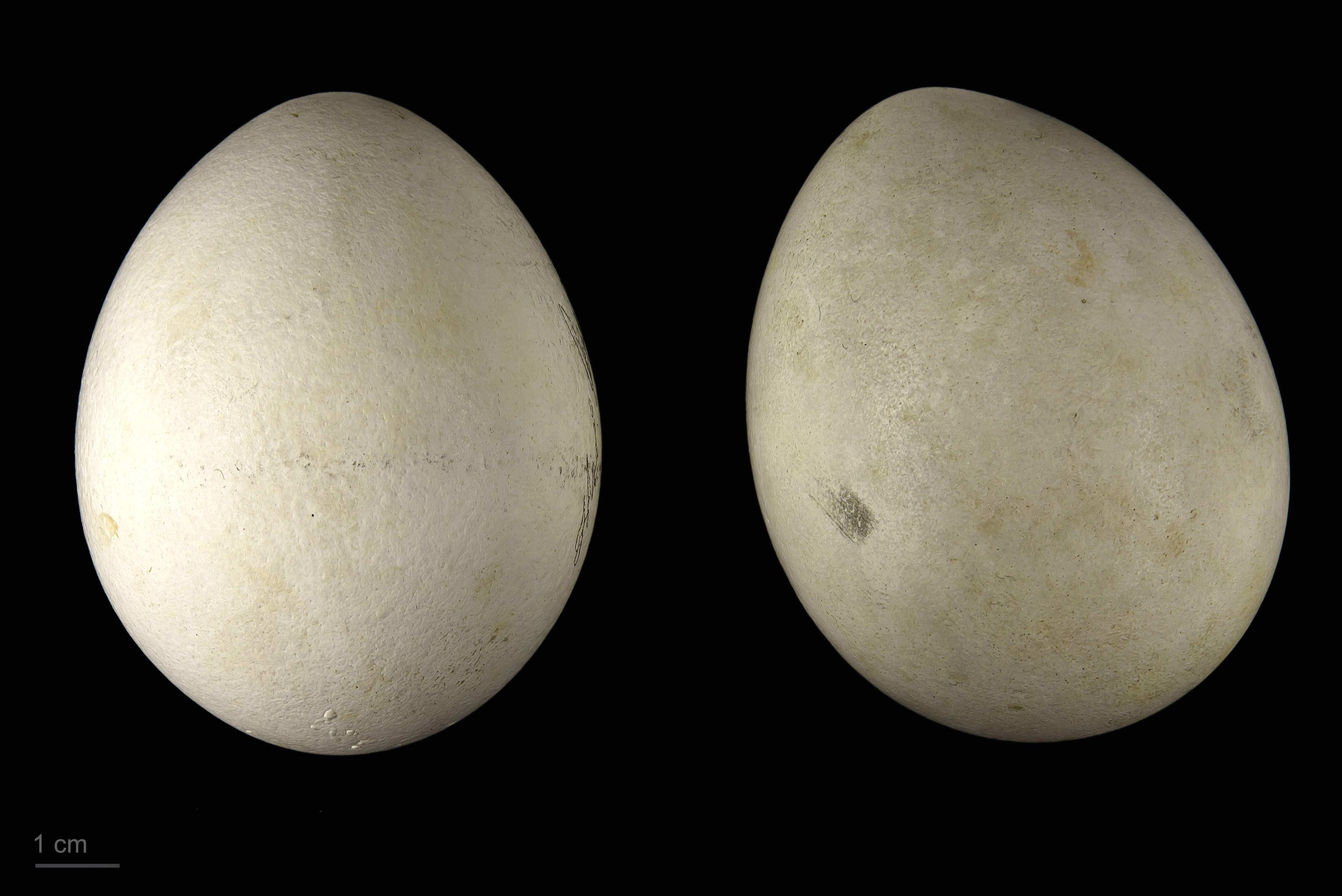
Haliaeetus leucoryphus